# Corynactis annulata
Corynactis annulata – gatunek koralowca z rodziny Corallimorphidae.
Polip niewielkich rozmiarów o średnicy do 10 mm. Barwy różowawej otoczony wieńcem czułków zakończonych na biało. Tworzy kolonie na rafach podwodnych.
Występuje u wybrzeży Afryki na terenie RPA.